# The Donnas
Le The Donnas sono state un gruppo rock statunitense, formatosi in California nel 1993.

## Storia
Il gruppo di Palo Alto si forma nel maggio del 1993, in California. Nei primi album si sentiva un'influenza dei Ramones, dei Motörhead e degli AC/DC.
Sono inoltre ammiratrici dei Kiss per i quali hanno partecipato alla colonna sonora del film del 1999 Detroit Rock City, pubblicando il video della canzone Strutter che comprende anche vari spezzoni del film.
Aspirando al rock-and-roll party in stile old-fashioned, The Donnas iniziano la loro carriera alla fine degli anni '90, dopo aver lasciato la scuola. Formatesi originariamente nel maggio 1993 con il nome di Ragady Anne, le quattro ragazze statunitensi suonavano cover dei R.E.M e Shonen Knife, senza riscuotere un grande successo. Il primo EP del gruppo è del 1995 e fu pubblicato dalla Radio Trash Label. Prima di raggiungere un grande successo, però, le Ragady Anne decisero di cambiare il loro nome in Electrocutes. In questo periodo vennero riconosciute da Darin Raffaelli come un futuro per la musica rock-metal.
Dopo aver riflettuto sull'effetto poco "Ramones" del loro nome, le Electrocutes decidono definitivamente di chiamarsi The Donnas e pubblicare un primo album.
Nel 2002 raggiunsero il maggior successo con l'album Spend The Night.
Nel 2006 la cantante Brett Anderson ha partecipato alla creazione di un album di cover dei Ramones per bambini, Brats on the Beat, suonando la canzone California Sun.
Il 17 settembre 2007 è uscito l'album Bitchin', il quale il gruppo femminile abbandona l'etichetta Atlantic che le aveva accompagnate fino ad allora per aprirne una propria, chiamata Purple Feather.
Nel luglio del 2010 Torry Castellano annuncia l'uscita prima dal gruppo e successivamente l'abbandono dalle scene musicali, a causa di problemi ad una spalla, dovuti al modo scorretto di usare le bacchette, appreso da autodidatta, portando alla lunga seri problemi fisici. Viene sostituita da Amy Cesari. 
Nell'agosto del 2012 fu annunciato un nuovo album di cui però non si parlò più; una successiva intervista alla cantante Brett Anderson lasciava intuire che la carriera della formazione fosse conclusa.

## Formazione
- Brett Anderson - voce solista
- Allison Robertson - chitarra e cori
- Maya Ford - basso elettrico
- Torry Castellano - batteria

## Discografia

### Come Ragady Anne
- Ragady Anne [7" EP] (1996) (Radio Trash Records)

### Come Electrocutes
- Steal Yer Lunch Money (released 1998) (Sympathy for the Record Industry)

#### Album in studio
- 1997 - The Donnas
- 1998 - American Teenage Rock 'n' Roll Machine
- 1999 - Get Skintight
- 2001 - The Donnas Turn 21
- 2002 - Spend the Night
- 2004 - Gold Medal
- 2007 - Bitchin'
- 2009 - Greatest Hits Volume 16

#### Singoli
- 1995: "High School Yum Yum" 7" b/w "A Boy Like You" and "Let's Rab" (Radio X Records #9)
- 1996: "Let's Go Mano" 7" b/w "Last Chance Dance" e "I Wanna be a Unabomber" (Radio X Records #10)
- 1996: "Da Doo Ron Ron" 7" bw/ "I Don't Wanna go to School" e "I Don't Wanna Rock'n'roll Tonight" (Super*Teem Records #2)
- 1998: "Wig-Wam Bam" THE DONNAS b/w "Funny Funny" Groovie Ghoulies (con The Groovie Ghoulies)
- 1998: "Rock 'N' Roll Machine"/"Speeding Back to My Baby"
- 1999: "Strutter" THE DONNAS b/w "Detroit Rock City" Kiss clear vinyl 7" (Lookout Records)
- 1999: "Get you Alone" (7") (split with The Toilet Boys)
- 2002: "40 Boys in 40 Nights"/"Wig Wam Bam"/"School's Out"
- 2003: "Take it Off"/"Hyperactive"/"Rock & Roll Machine" #17 US Alternative Airplay #38 UK
- 2003: "Who Invited You"/"Mama's Boy"/"Backstage" #61 UK
- 2003: "Too Bad About Your Girl"
- 2004: "Fall Behind Me" #29 US Alternative Airplay
- 2005: "I Don't Want to Know (If You Don't Want Me)"/"Done with you" #55 UK
- 2007: "Don't Wait Up For Me" Solo download digitale
- 2009: "Get Off" reso disponibile gratuitamente attraverso vari siti e blog

#### Canzoni in colonne sonore e compilation
- "Speeding Back To My Baby" – Gearhead Compilation (1998)
- "Strutter" – Detroit Rock City colonna sonora (1999)
- "Keep On Loving You" – Drive Me Crazy colonna sonora (1999)
- "Wig-Wam Bam" – Runnin' on Fumes! / The Gearhead Magazine Singles Compilation (2000)
- "Backstage" – Quel pazzo venerdì colonna sonora (2003)
- "Dancing With Myself" – Mean Girls OST (2004) & I Love You, Man (2009)
- "Please Don't Tease" – New York Minute colonna sonora (2004)
- "Everyone Is Wrong" – Elektra colonna sonora(2005)
- "Roll On Down The Highway" – Herbie: Fully Loaded colonna sonora (2005)
- "Drive My Car" – This Bird Has Flown - A 40th Anniversary Tribute to the Beatles' Rubber Soul (2005)
- "Kids In America" – Nancy Drew colonna sonora (2007)
- "Take Me To The Backseat" - D.E.B.S. - Spie in minigonna colonna sonora (2004)
- "Christmas Wrapping" - Shrek The Halls colonna sonora (2007)
- "Round And Round" - (w/Stephen Pearcy of RATT), Stephen Pearcy's "Under My Skin" (2008)
- "California Sun" -(Brett Anderson solo), "Brats On The Beat: Ramones For Kids" (2006)
- "Take It Off" - The Hangover colonna sonora (2009)
- "Take It Off" - Dodgeball (film) colonna sonora (2004)

### Raccolte
- 2009 - Greatest Hits, Vol. 16